# 브라티슬라바 1구

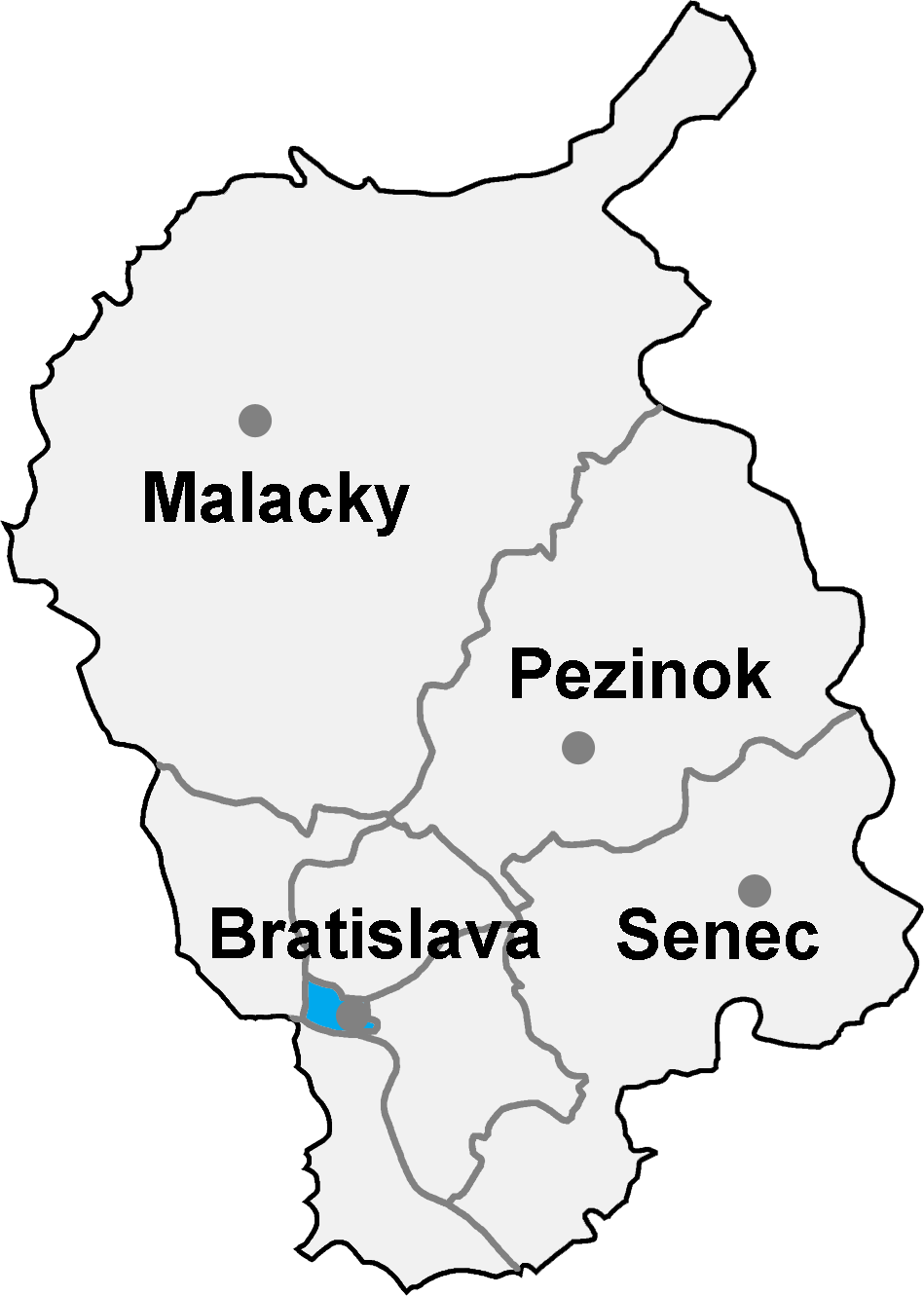
브라티슬라바 1구의 위치

브라티슬라바 1구(슬로바키아어: Okres Bratislava I)는 슬로바키아 브라티슬라바주를 구성하는 8개 구 가운데 하나로 면적은 9.59km2, 인구는 38,988명(2014년 기준), 인구 밀도는 4,065.48명/km2이다. 브라티슬라바에 속하는 1개 지방 자치체를 관할한다. 서쪽으로는 브라티슬라바 4구, 북쪽으로는 브라티슬라바 3구, 동쪽으로는 브라티슬라바 2구, 남쪽으로는 브라티슬라바 5구와 접한다.